# 蘇伊米
50°20′16″N 26°6′1″E / 50.33778°N 26.10028°E
蘇伊米（烏克蘭語：Суйми），是烏克蘭西北部的村莊，隸屬里夫內州的里夫內區。該村始建於1571年，面積7.9平方公里，2001年人口470，人口密度每平方公里59.5人。